# Denis Komivi Amuzu-Dzakpah

Wappen von Denis Komivi Amuzu-Dzakpah

Denis Komivi Amuzu-Dzakpah (* 10. Oktober 1943 in Kpogame Tahasi, Togo) ist ein togoischer Geistlicher und emeritierter römisch-katholischer Erzbischof von Lomé.

## Leben
Nach dem Besuch der Grundschule in Tarasi und Tsévié lernte Amuzu-Dzakpah in den Jahren 1957 bis 1965 am St.-Josephs-Gymnasium in Lomé. Von 1965 bis 1972 studierte er an der Päpstlichen Universität Urbaniana in Rom Philosophie und Katholische Theologie. Am 22. Mai 1972 wurde er zum Priester geweiht, anschließend war er bis 1978 Professor am Internat St. Joseph de Lomé. Zwischen 1978 und 1979 war er als Pfarrvikar in Aného tätig.
Anschließend studierte er bis 1984 für das Doktorat im Fach Philosophie an der Universität Saint Paul in Ottawa, Kanada. Nach seiner Rückkehr nach Togo war er bis 1997 Spiritual am Großen Seminar in Lomé, zwischen 1992 und 1998 Generalsekretär Generale der CERAO in Abidjan und danach bis 2003 Dekan und Generalvikar in Lomé und Sekretär der Bischofskonferenz; seit 2003 Generalvikar von Lomé.
Am 8. Juni 2007 wurde Amuzu-Szakpah von Papst Benedikt XVI. als Nachfolger von Philippe Fanoko Kossi Kpodzro zum Erzbischof von Lomé ernannt. Am 23. November 2019 nahm Papst Franziskus das von Denis Komivi Amuzu-Dzakpah aus Altersgründen vorgebrachte Rücktrittsgesuch an.